# Castell del Reart
El Castell del Reart, o Castellàs, de vegades escrit Castell de Rard, era un castell medieval d'estil romànic del segle x situat en el poble del Reart, actualment del municipi de Bages de Rosselló, al marge dret del Reart, a la comarca del Rosselló, a la Catalunya Nord.
El poble del Reart, al nord-oest de Bages, estava situat en una plana a la dreta del riu, en els vessants nord i est d'una serreta orientada de nord a sud, damunt de la qual hi havia el castell. Es tracta, doncs, d'una mota natural amb una construcció defensiva al capdamunt.

## Història

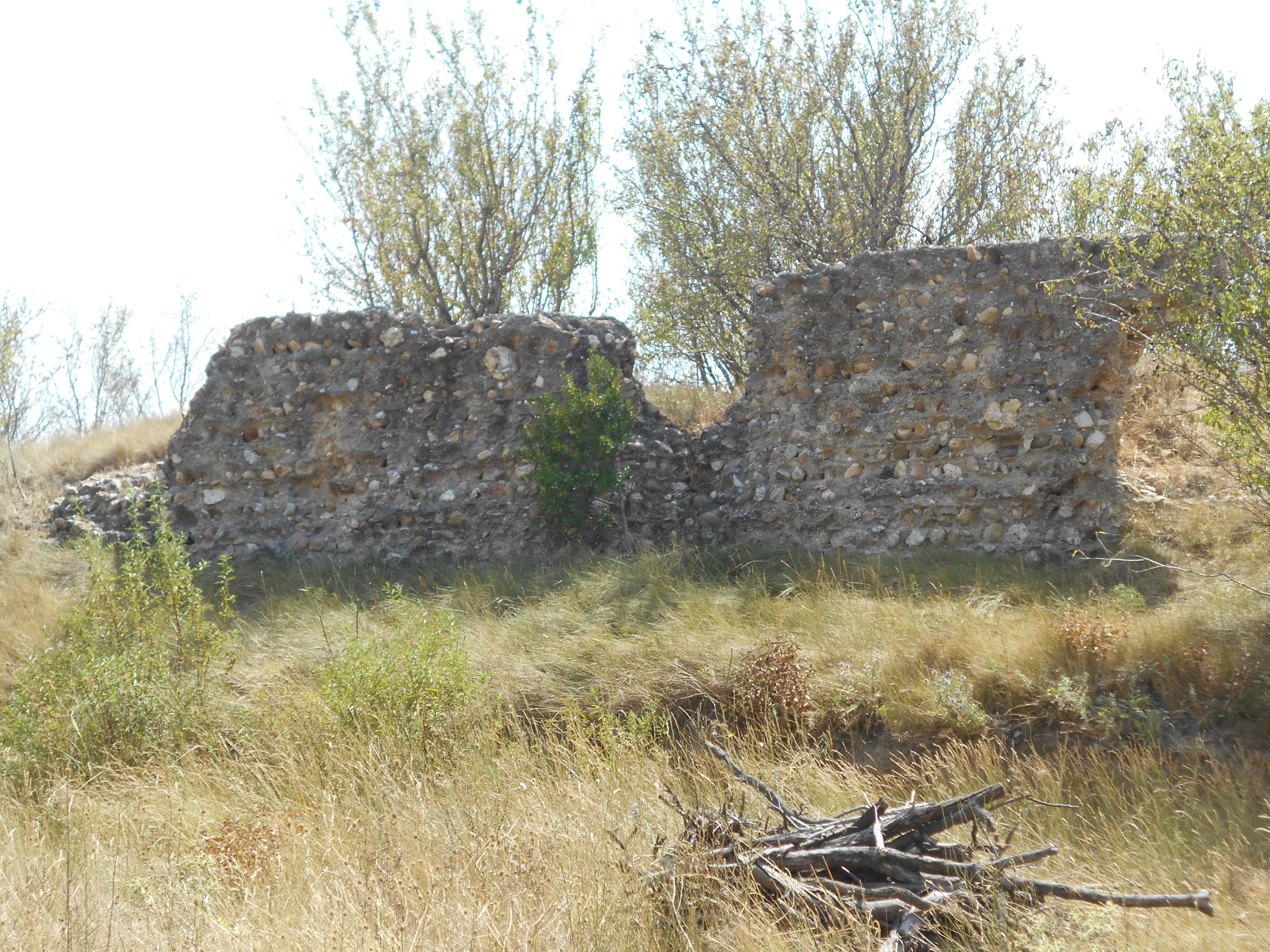
Restes del castell

En la tomba de Guerau de Bac, abat d'Arles, es pot llegir un dels pocs esments documentats d'aquest castell: fecit operari castrum de Riardo. Com que més endavant diu també: et fecit operari castrum de Furchis, es pot concloure que els castells de Rard i Forques, bastant propers, foren aixecats en la mateixa època i pel mandat del mateix abat.

## Les restes del castell

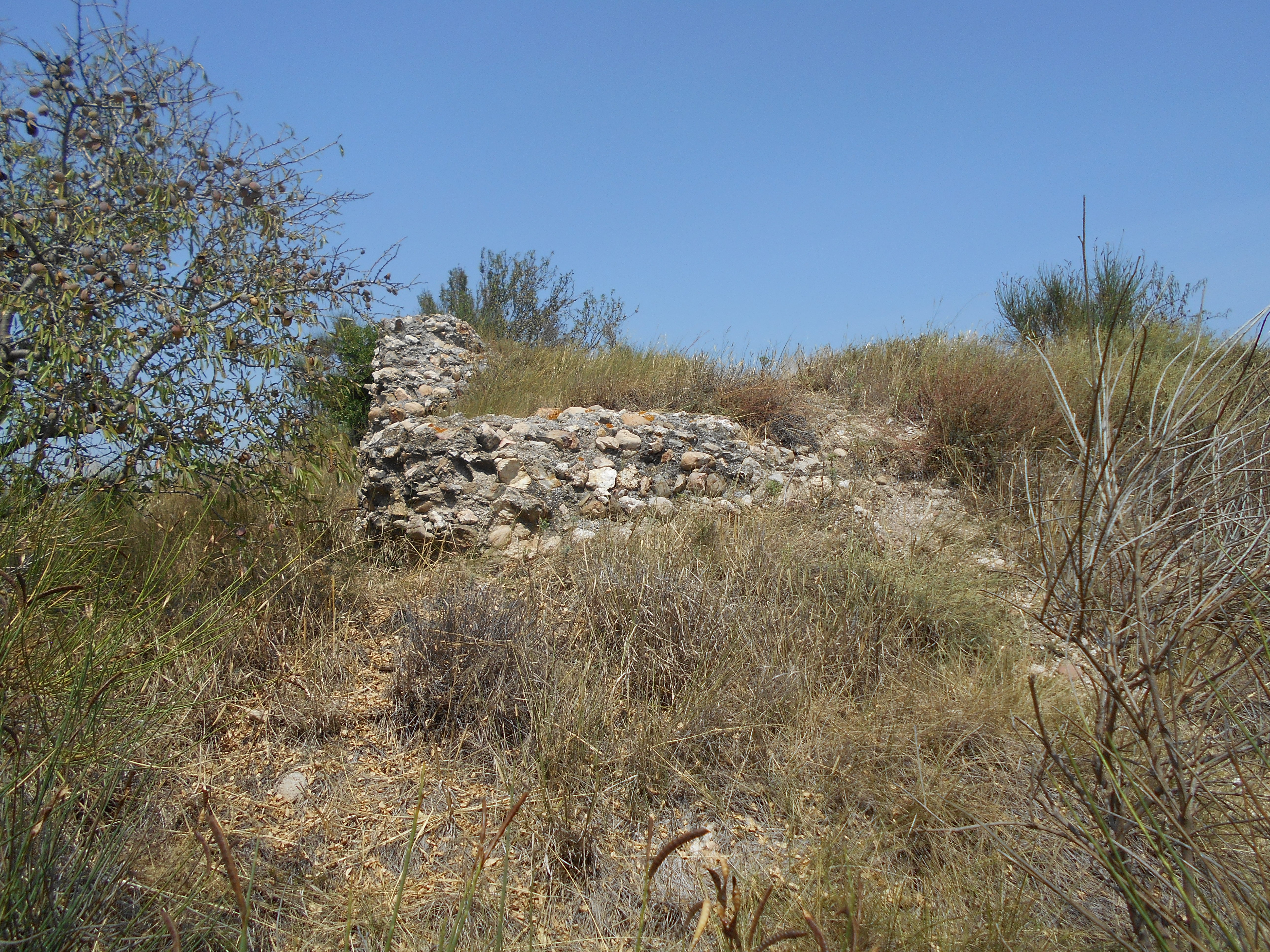
Més restes del castell

Al cim de la serreta es conserven encara algunes restes del castell: una construcció rectangular de 27 m d'ample per 38 de llarg, amb una gruixària de murs d'1,4 m. Se'n conserven poques restes, però permeten definir clarament el perímetre de la fortificació. Està feta amb pedres poc treballades i còdols procedents de la llera del riu, que formen els murs, mig enderrocats. L'obra disposa els còdols i les pedres en filades ben arrenglerades, unides amb morter de calç. La construcció no disposa de torres d'angle, i podria haver format part de les defenses del poble de Rard, del qual es conserven vestigis en forma de teules i terrissa vidriada; l'absència d'altres menes de ceràmica, com la grisa, fa pensar que l'antiguitat del castell no pot anar gaire més enllà de les darreries del segle xiii.